# University of Notre Dame
The University of Notre Dame du Lac (eller blot Notre Dame) er et privat katolsk universitet, der er beliggende ved South Bend i Indiana, USA. Universitetet har omkring 11.000 indskrevne studerende.

## Fakulteter
Universitetet blev etableret i 1842 og består i dag af seks fakulteter:
- College of Arts and Letters (1842) – humaniora
- College of Science (1865) – naturvidenskab
- School of Architecture (1899) – arkitektur
- College of Engineering (1920) – ingeniørvidenskab
- Mendoza College of Business (1920) – erhvervsøkonomi
- Notre Dame Law School (1869) – jura